# Farouk Ben Mustapha
Farouk Ben Mustapha (Bizerte, 1 de julio de 1989) es un exfutbolista tunecino que jugaba en la demarcación de portero.

## Selección nacional
Hizo su debut con la selección de fútbol de Túnez el 15 de agosto de 2012 en un encuentro amistoso contra Irán que finalizó con un resultado de empate a dos tras los goles de Ammar Jemal y Issam Jemâa para Túnez, y de Mohammad Reza Khalatbari y de Mohammad Ghazi para Irán. El 2 de junio fue elegido por el seleccionador Nabil Maâloul para disputar la Copa Mundial de Fútbol de 2018.
Debutó en el Mundial el 18 de junio contra Inglaterra, ingresando a los 16 minutos por el lesionado Mouez Hassen. Fue titular en el segundo partido, en el que Túnez fue goleado 5 a 2 por Bélgica, quedando eliminado.

### Participaciones con la selección
| Mundial                        | Sede  | Resultado    | Partidos | Goles |
| ------------------------------ | ----- | ------------ | -------- | ----- |
| Copa Mundial de Fútbol de 2018 | Rusia | Primera fase | 2        | 0     |

## Clubes
| Club               | País           | Año       | Partidos | Goles |
| ------------------ | -------------- | --------- | -------- | ----- |
| CA Bizertin        | Túnez          | 2009-2014 | 138      | 0     |
| Club Africain      | Túnez          | 2014-2017 | 78       | 0     |
| Al-Shabab Club     | Arabia Saudita | 2017-2020 | 84       | 0     |
| Espérance de Tunis | Túnez          | 2020-2022 | 22       | 0     |